# Pływanie artystyczne na Mistrzostwach Świata w Pływaniu 2022 – program highlight
Program highlight – jedna z konkurencji rozgrywanych w ramach pływania artystycznego, podczas mistrzostw świata w pływaniu w 2022. Eliminacje odbyły się 23 czerwca, a finał został rozegrany 25 czerwca.
Do eliminacji zgłoszonych zostało 15 reprezentacji, z których każda mogła wystawić do rywalizacji dziesięć zawodniczek. Dwanaście zespołów z najlepszą notą awansowało do finałowej rywalizacji.
Zawody w tej konkurencji wygrały reprezentantki Ukrainy Maryna Ałeksijiwa, Władysława Ałeksijiwa, Ołesia Derewianczenko, Marta Fiedina, Weronika Hryszko, Sofija Macijewska, Daria Moszynska, Anhelina Owczynnikowa, Anastasija Szmonina i Walerija Tyszczenko. Drugą pozycję zajęły zawodniczki z Włoch Domiziana Cavanna, Linda Cerruti, Costanza di Camillo, Costanza Ferro, Gemma Galli, Marta Iacoacci, Marta Murru, Enrica Piccoli, Federica Sala, Francesca Zunino. Trzecią pozycję zaś wywalczyły pływaczki artystyczne reprezentujące Hiszpanię – Cristina Arámbula, Abirl Conesa, Berta Ferreras, Emma Garcia, Mireia Hernández, Meritxell Mas, Alisa Ozhogina, Paula Ramírez, Iris Tió i Blanca Toledano.

## Wyniki
| Miejsce | Państwo           | Eliminacje | Eliminacje | Finał   | Finał   |
| Miejsce | Państwo           | Wynik      | Miejsce    | Wynik   | Miejsce |
| ------- | ----------------- | ---------- | ---------- | ------- | ------- |
| 01 !    | Ukraina           | 94,2333    | 1.         | 95,0333 | 1.      |
| 02 !    | Włochy            | 91,6667    | 2.         | 92,2667 | 2.      |
| 03 !    | Hiszpania         | 91,3667    | 3.         | 91,9333 | 3.      |
| 4.      | Meksyk            | 88,5333    | 4.         | 89,3667 | 4.      |
| 5.      | Stany Zjednoczone | 87,5000    | 6.         | 87,8667 | 5.      |
| 6.      | Grecja            | 87,6000    | 5.         | 87,2333 | 6.      |
| 7.      | Kanada            | 85,1000    | 7.         | 85,2000 | 7.      |
| 8.      | Kazachstan        | 83,0333    | 8.         | 83,7667 | 8.      |
| 9.      | Brazylia          | 81,2000    | 9.         | 81,6667 | 9.      |
| 10.     | Szwajcaria        | 80,6333    | 10.        | 80,9000 | 10.     |
| 11.     | Węgry             | 78,5000    | 11.        | 79,0667 | 11.     |
| 12.     | Słowacja          | 77,0667    | 12.        | 77,2667 | 12.     |
| 13.     | Australia         | 72,9667    | 13.        | NQ      | NQ      |
| 14.     | Tajlandia         | 70,7000    | 14.        | NQ      | NQ      |
| 15.     | Kostaryka         | 65,7667    | 15.        | NQ      | NQ      |